# English Electric Canberra
English Electric Canberra var ett första generationens jetdrivet bombflygplan utvecklat av English Electric strax efter andra världskriget som en ersättare för de Havilland Mosquito. Jetdriften gjorde att Canberra kunde flyga högre och fortare än alla tidigare bombflygplan och därigenom också undgå att bekämpas av fientligt luftförsvar. Canberra har exporterats till flera länder och har använts i många konflikter under hela kalla kriget.

## Bakgrund
Under andra världskriget var English Electric en viktig underleverantör till Handley Page och masstillverkade bombflygplanen Hampden och Halifax. Företaget blev därigenom en väletablerad brittisk flygplanstillverkare trots att man inte hade någon egen konstruktion. För att åtgärda det rekryterade man i december 1944 Westland Aircrafts chefsingenjör William Petter som med sig i bagaget hade skisser på ett tvåmotorigt, jetdrivet bombflygplan.

## Utveckling
Petters konstruktion passade Luftministeriets specifikation för en ersättare till de Havilland Mosquito, så English Electric gav en offert och blev uttagna för vidare utveckling. I januari 1946 fick English Electric ett kontrakt på fyra stycken prototyper. På grund av förseningar av Avon-motorn utrustades tre av prototyperna i stället med den svagare Rolls-Royce Nene. Det nya radarbombsiktet drabbades även det av förseningar vilket gjorde att flygplanet konstruerades om med en glasnos med optiskt bombsikte och plats för en tredje besättningsman. Trots detta så genomförde den första prototypen sin jungfruflygning den 13 maj 1949. Men redan i mars hade Luftministeriet lagt en beställning på en första produktionsserie om 132 flygplan. Det första serieproducerade flygplanet flög 21 april 1950 och i maj 1951 togs den i tjänst i Royal Air Force.
När Koreakriget bröt ut uppstod ett förnyat behov av moderna bombflygplan vilket resulterade i en ny order på ytterligare drygt 400 flygplan. Den här gången var Avro, Handley Page och Short Brothers underleverantörer åt English Electric i stället för tvärt om. Även USA:s flygvapen ville ha Canberras för att ersätta sina föråldrade B-26 Invader. De amerikanska flygplanen tillverkades på licens av Glenn och fick beteckningen B-57 Canberra. Även i Australien byggdes Canberras på licens. Totalt byggdes 1 352 flygplan av olika versioner, 901 av dem i Storbritannien.

## Användning

### Argentina
Argentina köpte i början av 1970-talet tolv stycken begagnade amerikanska B-57 Canberra. Under Falklandskriget var dessa baserade i Trelew och genomförde totalt 54 uppdrag varav 36 bombflygningar, de flesta av dem mot brittisk trupp på Falklandsöarna. Två Canberras gick förlorade under kriget. Den första blev nedskjuten med en Sidewinder-robot av en brittisk Sea Harrier 1 maj 1982 och den andra av en Sea Dart-robot avfyrad från HMS Cardiff 13 juni 1982. I det senare fallet lyckades piloten rädda sig med fallskärm.

### Australien

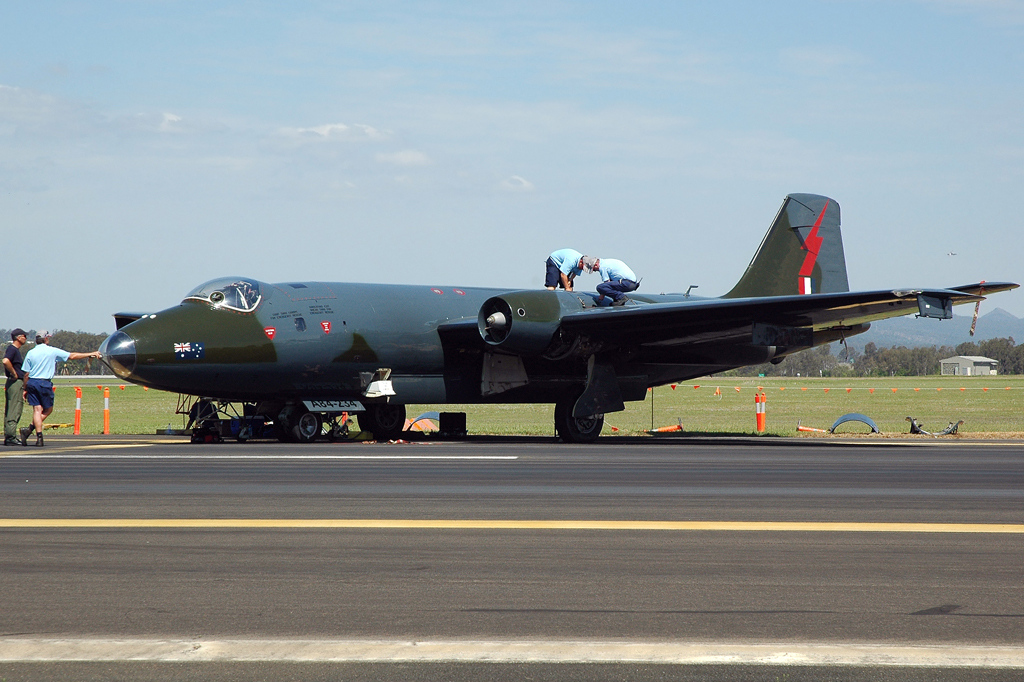
En Canberra i Australiens flygvapens färger.

Efter andra världskrigets slut genomförde Australiens flygvapen en omfattande omstrukturering med syfte att skapa ett mindre men flexiblare och mer slagkraftigt flygvapen. En planerad styrka av 48 stycken, potentiellt kärnvapenbärande, Canberras ansågs vara mer avskräckande än den fem gånger större flottan av kolvmotordrivna bombflygplan som byggts upp under kriget. Under Malayakrisen sattes brittiska, australiska och nyzeeländska Canberras in i flyganfall mot kommunistgerillan i Malaysia. Australiska Canberras användes även i Vietnamkriget där No.2 Squadron genomförde totalt 12 000 uppdrag och släppte 76 389 bomber. Redan 1954 hade man insett att Canberra inte hade tillräcklig räckvidd för att nå mål i Indonesien och man började leta efter en ersättare. År 1962 bestämde man sig för TSR-2, men när det projektet lades ner valde man i stället General Dynamics F-111C. Leveranserna och utprovningarna drog dock ut på tiden och det dröjde till 1982 innan den sista Canberran togs ur tjänst.

### Indien
År 1954 började Indien leta efter en ersättare för de B-24 Liberators som fram till dess utgjort ryggraden i det indiska bombflyget. Trots erbjudandet att få köpa Iljusjin Il-28 från Sovjetunionen för ett betydligt lägre pris valde man till sist att köpa 69 stycken Canberras (varav åtta spanings- och sex skolflygplan) som började levereras under sommaren 1957. Ytterligare 42 flygplan köptes in senare. Deras första insats var mot utbrytarrepubliken Katanga under Kongokrisen 1962. Under Indo-pakistanska kriget 1965 och Indo-pakistanska kriget 1971 användes Canberras av båda sidor, dock mest framgångsrikt av Indien. Även under Kargilkriget 1999 användes Canberra som spaningsflygplan. Under den konflikten träffades en indisk Canberra av en Stinger-robot i styrbords motor, men lyckades återvända till basen. Indiens Canberras togs slutligen ur tjänst i maj 2007.

### Sverige

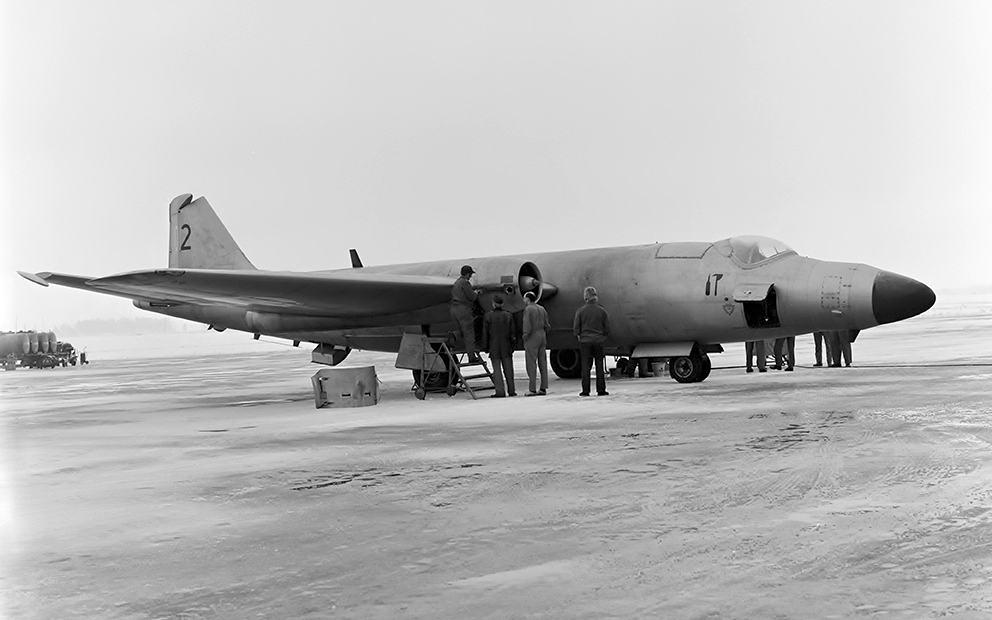
Klargöring av flygplan Tp 52 (52002) vid Östgöta flygflottilj (F 3).

Svenska flygvapnet anskaffade en Canberra (52001) i februari 1960 för att användas främst för signalspaning och ytterligare en (52002) i mars 1960 för att användas som en flygande forskningsplattform. Dessa fick i Sverige beteckningen Tp 52. 52001 stod ofta vid hangar 5 på Svea flygkår (F 8). I samband med att F 8 avvecklades kom Flygtransportdivisionen vid flottiljen där båda flygplanen ingick att ombaseras till Östgöta flygflottilj (F 3), där de tjänstgjorde fram till 1974 då de ersattes med Tp 85. 52001 är idag bevarad på Svedinos Bil- och Flygmuseum i Ugglarp medan 52002 finns bevarad vid Flygvapenmuseum i Linköping.

### Storbritannien
Under 1951 fick de första två flottiljerna sina Canberras. När Koreakriget bröt ut blev produktionen av Canberras högprioriterad och ytterligare fem flottiljer utrustades med Canberras under 1952. När de betydligt större V-bombarna började tas i tjänst 1955 övergick Canberra från höghöjdsbombning till taktiska anfall på låg höjd. För det ändamålet byggdes de om med vapenbalkar under vingarna och möjlighet att bära en kapsel med fyra stycken 20 mm Hispano-Suiza HS.404 i bombutrymmet. De fick även förmåga att bära taktiska kärnvapen, antingen den brittiska Red Beard eller den amerikanska Mark 7.
Under Suezkrisen sattes Canberras in mot Egypten från baser på Cypern och Malta. Totalt flygs 278 uppdrag och 1 439 stycken 454 kg bomber släpptes. Man misslyckades dock med att bekämpa det egyptiska flygvapnet på marken eftersom många av bomberna missade sina mål, en effekt av att man flög på natten för att undgå att bekämpas av egyptiska MiG-15 och MiG-17. Endast en Canberra förlorades under Suezkrisen. Den sköts ner av en syrisk Gloster Meteor på krigets sista dag, 6 november 1956.
I september 1961 hade RAF Bomber Command ersatt alla sina Canberras med V-bombare. De Canberras som fanns kvar användes av taktiska flottiljer i Tyskland, på Cypern och i Singapore. De ersatte sina Canberras i slutet av 1960-talet och efter 1972 användes Canberra bara som spaningsflygplan. I spaningsrollen gjorde de viktiga insatser under Bosnienkriget, Kosovokriget, Första Kongokriget och Irakkriget. Den sista brittiska Canberran togs ur tjänst i juli 2006.

### Sydafrika och Rhodesia
Centralafrikanska federationen (sedermera Rhodesia) köpte 18 stycken begagnade brittiska Canberras i augusti 1957. År 1963 följde Sydafrika efter och köpte också in Canberras. Båda länderna använde Canberras i bushkrigen. Sydafrikas Canberras var dessutom de tilltänkta vapenbärarna för Sydafrikas kärnvapen. Sydafrikas Canberra-flygplan togs ut tjänst 1981.

### USA

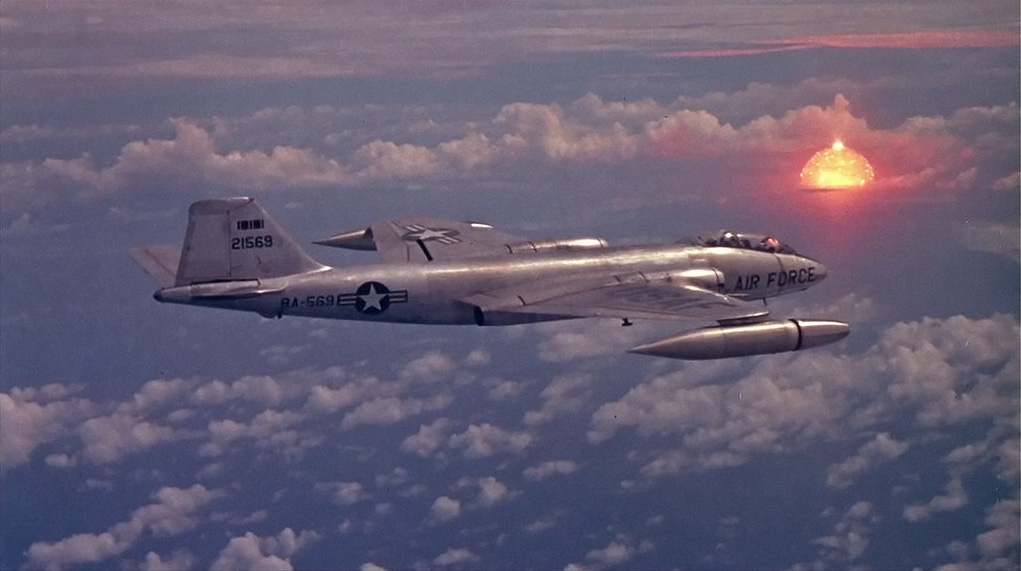
En B-57B Canberra filmar provsprängningen Hardtack Poplar 12, juli 1958.

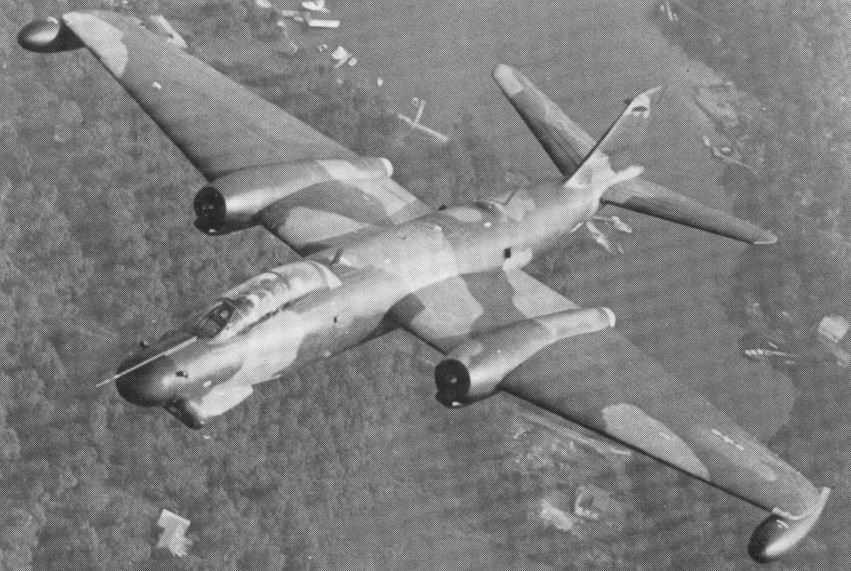
Martin B-57G Canberra.

När Koreakriget bröt ut var USA i desperat behov av ett modernt taktiskt bombflygplan. De B-26 Invaders som fram till dess fyllt den rollen visade sig vara omoderna och ineffektiva. I september 1950 startade USA:s flygvapen en utredning där English Electric Canberra och kanadensiska CF-100 Canuck ställdes mot inhemska konstruktioner som B-45 Tornado och AJ Savage. Canberran flögs över från Storbritannien vilket var första gången som ett jetdrivet flygplan flög non-stop över Atlanten, något som imponerade. Det var även den snabbaste atlantflygningen dittills med 4 timmar och 37 minuter. Många blev förvånade över att Canberra vann uttagningen, men det är troligt att flygvapnet blev övertygat redan i augusti när de fick Canberra demonstrerat för sig i Warrington, England. Den brittiska produktionen var redan ansträngd och för att få ökat politiskt stöd för köpet av en utländsk modell bestämdes att de amerikanska flygplanen skulle tillverkas på licens av Glenn L. Martin Company. De fick också andra motorer, nämligen Wright J65. Även de byggda på licens baserade på Armstrong Siddeley Sapphire. Den första amerikanskbyggda Canberran flög 20 juli 1953 och började levereras till flygvapnet i augusti. När vapenstilleståndet trädde i kraft var bara åtta flygplan färdigbyggda. De resterande 67 flygplanen i första batchen byggdes i stället om till spaningsflygplan.
När behovet inte längre var lika akut passade Glenn Martin på att utveckla en ny version mer anpassad för amerikanska behov. Den största skillnaden var en tandemcockpit där navigatören satt bakom piloten i stället för sida-vid-sida. Andra förändringar var externa vapenbalkar, kulsprutor i vingarna (senare utbytta mot automatkanoner), roterande bomblucka, nya luftbromsar och radarbombsikte. Den nya versionen fick beteckningen B-57B. Totalt byggdes 403 Canberras i fem olika versioner av Glenn Martin.
Under Vietnamkriget använde USA Canberras i strid för första gången. Två divisioner baserades i Biên Hoà i augusti 1964. De drabbades snart av förluster, dock inte i luften utan på marken. Först kolliderade två flygplan på marken varav ett totalförstördes. I november förstördes fem flygplan och femton skadades i en granatkastarattack av FNL. Det första stridsuppdraget flögs 19 februari 1965 och det första uppdraget in i Nordvietnam 2 mars som en del av operation Rolling Thunder. För att jaga lastbilskonvojer på Ho Chi Minhleden moderniserades 16 stycken Canberras med ny radar, värmekamera, ljusförstärkare och laser för att kunna använda Paveway-bomber. Dessa fick beteckningen B-57G. Den visade sig inte vara lika effektiv som AC-130A Gunship II och de drogs tillbaka från Thailand i maj 1972.

## Varianter

### English Electric
- Canberra B.1 – Prototyp. Fyra byggda.
- Canberra B.2 – Första produktionsserien med tre besättningsmän och optiskt bombsikte. 418 byggda.
- Canberra PR.3 – Fotospaningsversion med två besättningsmän.
- Canberra T.4 – Skolflygplan med dubbelkommando och tre besättningsmän.
- Canberra B.5 – Prototyp med kraftigare motorer och bränsletankar i vingarna. En byggd.
- Canberra B.6 – Andra produktionsserien baserad på B.5 men med 30 cm längre flygkropp. 106 byggda.
- Canberra B.6(RC) – Signalspaningsversion med spaningsradarn Blue Shadow. Fyra byggda.
- Canberra B(I).6 – Taktiskt bombflygplan med automatkanoner i bombrummet och vapenbalkar under vingarna. 22 ombyggda från B.6.
- Canberra PR.7 – Fotospaningsversion med samma förbättringar som B.6
- Canberra B(I).8 – Taktiskt bombflygplan liknande B(I).6 men med tandemcockpit. 72 byggda samt tre ombyggda från B.2 och B.5
- Canberra PR.9 – Fotospaningsversion baserad på B(I).8 men med 1,22 meter längre vingar. 23 byggda.
- Canberra D.10 – Arton stycken B.2 ombyggda till målrobotar.
- Canberra T.11 – Nio B.2 ombyggda till skolflygplan för radarutbildning.
- Canberra B(I).12 – Exportversion för Sydafrika och Nya Zeeland.
- Canberra T.13 – Skolflygplan för Nya Zeeland. En ombyggd från T.4 och en nybyggd.
- Canberra D.14 – Sex stycken B.2 ombyggda till målrobotar.
- Canberra B.16 – 39 stycken B.6 ombyggda för användning i Fjärran Östern. Likadana vapenbalkar som B(I).6 men utan automatkanoner.
- Canberra T.17 – Skolflygplan för utbildning i elektronisk krigföring. 24 ombyggda från B.2.
- Canberra TT.18 – Målbogserare. 22 ombyggda från B.2
- Canberra T.19 – T.11 utan radar. Används som radarmål.
- Canberra B.20 – B.2 med bränsletankar i vingarna.
- Canberra T.22 – Skolflygplan för utbildning av navigatörer för Buccaneer. Spetsig nos med samma Green Parrot-radar som Buccaneer. Tre ombyggda från PR.7.
- Canberra B.52 – Renoverade B.2:or sålda till Etiopien.
- Canberra B.56 – Renoverade B(I).6 sålda till Peru.
- Canberra PR.57 – PR.7 exporterade till Indien.
- Canberra B.62 – Renoverade B.2:or sålda till Argentina.
- Canberra T.64 – Renoverade T.4:or sålda till Argentina.
- Canberra B(I).66 – Renoverade B(I).6 sålda till Indien.
- Canberra B(I).68 – B(I).8 exporterade till Indien.

### Glenn L. Martin
- B-57A – Första produktionsserien. Åtta byggda.
- RB-57A – Fotospaningsversion baserad på B-57A. 67 byggda.
- B-57B – Andra produktionsserien med tandemcockpit, vapenbalkar och kulsprutor/automatkanoner. 202 byggda.
- RB-57B – Fotospaningsversion baserad på B-57B.
- EB-57B – Telekrigversion baserad på B-57B.
- B-57C – Skolflygplan med dubbelkommando.
- RB-57D – Spaningsversion för hög höjd. 32 meters spännvidd och Pratt & Whitney J57-motorer.
- EB-57D – Telekrigversion baserad på RB-57D.
- WB-57D – Provflygplan för analys av radioaktivt stoff i atmosfären.
- B-57E – Målbogserare. 68 byggda.
- RB-57E – Nattspaningsversion med värmekameror. Sex ombyggda från B-57E.
- RB-57F – Spaningsversion för hög höjd. 37,5 meters spännvidd och Pratt & Whitney TF33-motorer. 21 byggda.
- B-57G – Nattattackversion med värmekamera, ljusförstärkare och laser. 16 ombyggda från B-57B.